# Škoda Popular
Škoda Popular – seria samochodów osobowych produkowanych w różnych odmianach przez czechosłowackie zakłady Škoda w latach 1937–1946 jako kontynuacja modelu 420 Popular z 1934 roku.

## Škoda Popular OHV (typ 912)
Škoda Popular OHV (typ 912) – samochód osobowy, następca Škoda 420 produkowany w latach 1937–1938.
Produkowane wersje nadwoziowe:
- dwudrzwiowy sedan (tzw. tudor, z ang. two door),
- dwudrzwiowy kabriolet,
- czterodrzwiowy sedan,
- czterodrzwiowy kabriolet,
- dwudrzwiowy roadster,
- wersja dostawcza,
- otwarta wersja dostawcza.

Wytworzono 5510 egzemplarzy tego modelu

## Škoda Popular 1100 OHV (typ 927)
Škoda Popular 1100 OHV (typ 927) – samochód osobowy produkowany w latach 1938–1946.
Produkowane wersje nadwozia:
- tudor,
- sedan,
- kabriolet,
- roadster,
- ambulans,
- wersja dostawcza.

Wytworzono 6600 egzemplarzy tego modelu

## Škoda Popular 995 (typ 937)
Škoda Popular 995 (typ 937), nazywany Liduška – samochód osobowy produkowany w latach 1939–1946. Kolejna wersja rozwojowa z serii modeli Popular.
Oprócz podstawowej wersji nadwozia – dwudrzwiowy sedan (tzw. tudor), model produkowano także w wersjach dostawczej i sanitarnej.
Wytworzono 1500 egzemplarzy tych pojazdów.

## Škoda Popular 1101 (typ 938)
Škoda Popular 1101 (typ 938) – samochód osobowy produkowany w latach 1940–1944.
Model produkowano w następujących wersjach nadwozia: dwudrzwiowy sedan (tzw. tudor), dwudrzwiowy kabriolet, dostawcza, sanitarka. Wyprodukowano ich 1019 sztuk.
Z racji tego, że samochód wytwarzany był w czasie II wojny światowej dla armii państw Osi, jednym z dostępnych wariantów karoserii był także uterenowiony wóz wojskowy (tzw. Kübelsitzwagen)
Na bazie Škody Popular 1101 skonstruowano pierwszy powojenny model Škody – Škoda 1101, który przejął silnik, podstawowe elementy zawieszenia i drewniano – stalową konstrukcję.